# Vogelkop
De Vogelkop is een schiereiland in het westen van Nieuw-Guinea. Het maakt deel uit van de Indonesische provincie West-Papoea. Het schiereiland dankt zijn naam aan uiterlijke gelijkenis met de kop van een vogel. De naam is ontstaan in de tijd dat het gebied nog deel uitmaakte van Nederlands-Indië, maar is ook (in vertaalde vorm) internationaal in gebruik geraakt. Tegenwoordig wordt Vogelkop ook wel Doberai genoemd.

## Baaien
De Vogelkop is door een smalle bergrug (breedte 30 km) verbonden met de rest van Nieuw-Guinea. Ten oosten van het schiereiland ligt de grote Geelvinkbaai of Cenderawasih-baai. Aan de zuidzijde vormt de Golf van Berau of Teluk Berau een scheiding tussen de Vogelkop en het schiereiland Bomberai.

## Steden op de Vogelkop
De Vogelkop vormt sinds 2003 een aparte provincie (van de provincie Papoea) onder eerst de naam West-Irian Jaya (Irian Jaya Barat) en sinds 2007 onder de naam West-Papoea (Papua Barat). De hoofdplaats van deze provincie, en tevens de grootste stad is Manokwari, gelegen in het noordoosten van het schiereiland. Op de westpunt van het schiereiland ligt de havenstad en oliestad Sorong. Beide steden hebben meer dan honderdduizend inwoners. Kleine nederzettingen op de Vogelkop zijn Ransiki, Oransbari, Sausapor, Bintuni (voorheen Steenkool geheten), Teminabuan, Inanwatan en Ayamaru.

## Landschap
Het noordelijke gedeelte van de Vogelkop bestaat uit moeilijk doordringbaar hooggebergte, het Tamrau- en Arfakgebergte. De hoogste delen liggen in het Arfakgebergte en bereiken een hoogte van meer dan 2500 meter. De hoogste top, de Gunung Umsini, is 2926 meter hoog. Het zuidelijke deel van de Vogelkop bestaat uit vlak laagland. De Vogelkop is van oorsprong vrijwel geheel begroeid met tropisch regenwoud. Tegenwoordig zijn vooral ten oosten van Sorong grote delen van het woud gekapt. Het Arfakgebergte en het bij Manokwari gelegen Mejareservaat gelden als beschermde natuurgebieden. In het gebied komen tal van endemische plant- en diersoorten voor.
Meer in het zuidoosten ligt het schiereiland Wandammen met ook bergen waarin toppen tot 2200 meter hoogte. Wandammen is een beschermd natuurreservaat in beheer bij het Wereld Natuur Fonds.